# Circle (gruppo musicale finlandese)
I Circle sono un gruppo di rock sperimentale/mathcore finlandese, fondato a Pori, in Finlandia, nel 1991. Il loro stile musicale fonde il krautrock tradizionale di band come Faust, Can e Neu!, con altri generi come il progressive rock, il jazz, il grindcore e l'heavy metal.

## Storia
Fondati nel 1991, i Circle sono une delle band più prolifiche band della scena avant-rock underground. Sono sopravvissuti a costanti cambiamenti di formazione, anche se il cuore pulsante del gruppo è sempre stato il bassista, cantante e chitarrista, Jussi Lehtisalo, che ha costantemente rinnovato il sound della band, inserendo elementi di krautrock, riff heavy metal, schegge di noise e atmosfere psichedeliche e oscure.
Dopo una serie di diversi live act tenuti in svariati locali della propria città, la band ha pubblicato nel 1994 il primo album Meronia tramite l'etichetta locale Bad Vugum. L'album mostra spiccate influenze shoegaze, space rock, folk rock e hard rock, anche se con il passare degli anni questo stile verrà contaminato da altri generi, in particolare krautrock ed heavy metal, seppur rimanendo classificatio sotto l'etichetta del post-rock, e paragonati alle band statunitensi e britanniche. Con l'uscita dell'album Zopalki i Circle cambiano etichetta, e nel corso di tre anni la band firmerà con diverse etichette statunitensi ed europee, riscontrando così un discreto successo, seppur rimanendo ancora dei fenomeni underground. 
Da notare è anche la ripubblicazione dell'EP del 1993 Silver, contenente la title track e una traccia mai pubblicata intitolata "Armond"). Nel 1997 tutti i componenti, eccetto Lehtisalo, hanno dato la loro dipartita dalla band, lasciando i Cirlce una one-man band fino al 2002. In questo periodo, Jussi Lehtisalo, essendo rimasto l'unico membro del gruppo, si è occupato di tutti i strumenti e ha inciso ben cinque album, anche se i lavori che hanno attirato una maggiore attenzione dal pubblico sono Andexelt, pubblicato nel 1999, e Taantumus nel 2001. 
Nel 2002 con l'uscita di Sunrise, la band riprende la sua corsa, con una nuova formazione e un cambiamento stilistico, che vede l'incorporamento di elementi di folk psichedelico e ambient, affiancati a forti tinture di heavy metal. Da questo momento in poi, la band ha scherzosamente scelto l'acronimo NWOFHM (New Wave Of Finnish Heavy Metal) - sulla falsariga della NWOBH - per definire la propria musica. Dal 2003 i Cirlce hanno intensificato la propria attività live, seppur non sfociando nel mainstream, realizzando diverse collaborazioni con altre band come Marble Sheep e Acid Mothers Temple, e pubblicando svariati album, fino a raggiungere una vasta discografia.

## Formazione

### Formazione attuale
- Jussi Lehtisalo - voce, chitarra, basso, altri strumenti
- Mika Rättö - tastiere, percussioni
- Janne Westerlund - chitarra, tastiere, campionamenti, cori
- Tomi Leppänen - batteria, effetti
- Julius Jääskeläinen - chitarra
- Pekka Jääskeläinen - chitarra

### Ex componenti
- Olli Joukio
- Teemu Korpipää
- Jyrki Laiho
- Tuomas Laurila
- Jani Viitanen
- Teemu Elo
- Janne Peltomäki
- Janne Tuomi

## Discografia
Album in studio
- 1994 - Meronia
- 1996 - Zopalki
- 1996 - Hissi
- 1997 - Fraten
- 1998 - Pori
- 1999 - Andexelt
- 2000 - Prospekt
- 2001 - Taantumus
- 2002 - Sunrise
- 2002 - Alotus
- 2003 - Guillotine
- 2004 - Golem/Vesiliirto
- 2005 - Forest
- 2005 - Tulikoira
- 2006 - Miljard
- 2006 - Tyrant
- 2006 - Panic
- 2007 - Tower (feat. Verde)
- 2007 - Katapult
- 2008 - Hollywood
- 2010 - Rautatie
- 2011 - Infektio
- 2011 - Noiduttu (su audio cassetta)
- 2011 - Rakkaus tulessa (feat. Erkki Kurenniemi)
- 2011 - Giardino (su audio cassetta, feat. Verde)
- 2012 - Manner
- 2017 - Terminal

Live
- 2001 - Raunio
- 2004 - Empire
- 2005 - General
- 2006 - Arkades
- 2007 - The Blaze Game
- 2007 - Telescope
- 2007 - Rakennus
- 2008 - Triumph
- 2009 - Soundcheck
- 2011 - Maxime
- 2012 - Serpent

EP
- 1991 DNA
- 1992 Point
- 1993 Silver
- 1993 Crawatt
- 1995 Ghatarian
- 2003 Elcric
- 2006 Earthworm
- 2006 Void Star
- 2007 Vaahto
- 2009 Odottamaton
- 2011 Mylläri
- 2012 End of Time

Singoli
- 1998 Kollekt

Split
- 1996 Kitin (con i Psychoplasma)
- 1998 Valas (con i DiSCo)
- 1998 Surface (con i Marble Sheep)
- 2002 Tour (7 inch) (con gli Acid Mothers Temple)